# Ван Стенис, Корнелис Гейсберт Геррит Ян
Корнелис Гейсберт Геррит Ян (Кес) ван Стенис (нидерл. Cornelis Gijsbert Gerrit Jan van Steenis; 1901—1986) — нидерландский ботаник, один из ведущих фитогеографов XX века.

## Биография
Кес ван Стенис родился 31 октября 1901 года в Утрехте. Учился в местной средней школе, в 1920 году поступил в Утрехтский университет. В 1925 году получил степень бакалавра, в 1927 году — магистра, после чего отправился в Бейтензорг, став работником местного ботанического сада.
В 1927 году женился на Марии Йоханне Круземан (1904—1999).
В 1942—1943 годах находился в плену у японской армии, в 1946 году вернулся в Нидерланды. С 1950 года Стенис возглавлял фонд Flora Malesiana, занимавшийся подготовкой серии монографий флоры Ост-Индии с этим же названием, главным редактором которой он таким образом являлся. В 1962 году Корнелис сменил Германа Йоханнеса Лама в должности директора Королевского гербария и профессора ботанической систематики Лейденского университета.
В 1972 году Стенис ушёл на пенсию, продолжая работу в редакции Flora Malesiana за две недели до своей смерти. Он обработал множество (в основном небольших) родов растений для этой серии. Скончался 14 мая 1986 года.

## Некоторые научные работы
- Steenis, C.G.G.J. van. Malayan Bignoniaceae // Recueil des Travaux Botaniques Neerlandais. — 1927. — Vol. 24. — P. 787—1049.
- Steenis, C.G.G.J. van. The Bignoniaceae of the Netherlands Indies // Bulletin du Jardin botanique de Buitenzorg ser. 3. — 1928. — Vol. 10. — P. 173—290.
- Steenis, C.G.G.J. van. Die Pteridophyten und Phanerogamen der Deutschen Limnologischen Sunda-Expedition // Arch. Hydrobiol. Suppl.-Bd.. — 1932. — Vol. 11. — P. 231—387.
- Steenis, C.G.G.J. van. Report of a botanical trip to the Ranau region. — Buitenzorg, 1933. — 134 p.
- Steenis, C.G.G.J. van. On the origin of the Malaysian mountain flora. — Buitenzorg, 1934—1936. — 3 pts.

## Роды растений, названные в честь К. Г. Г. Я. ван Стениса
- Steenisia Bakh.f., 1952
- Steenisioblechnum Hennipman, 1984